# Лажо, Мирослав
Мирослав Лажо (словац. Miroslav Lažo; род. 18 октября 1977 года, Братислава, Чехословакия) — словацкий хоккеист, правый нападающий.

## Карьера
Выступал за «Слован» (Братислава), «Дукла» (Сеница), ХК «Трнава», ХК «Регенсбург», МсХК «Жилина», «Кладно», ХК «Бероуншти Медведи», «Нефтехимик» (Нижнекамск), ХК «Кошице», «Автомобилист» (Екатеринбург), «Спутник» (Нижний Тагил), ХК 05 «Банска Быстрица», «Мальме».
В составе национальной сборной Словакии провел 12 матчей (6 голов).

## Достижения
- Чемпион Словакии (2003, 2008), бронзовый призер (2011)